# Merval (Aisne)
Merval é uma ex-comuna francesa na região administrativa de Altos da França, no departamento de Aisne.
Em 1 de janeiro de 2016 foi fundida com as comunas de Glennes, Longueval-Barbonval, Perles, Révillon, Vauxcéré e Villers-en-Prayères para a criação da nova comuna de Les Septvallons.